# Ventos (mitologia)

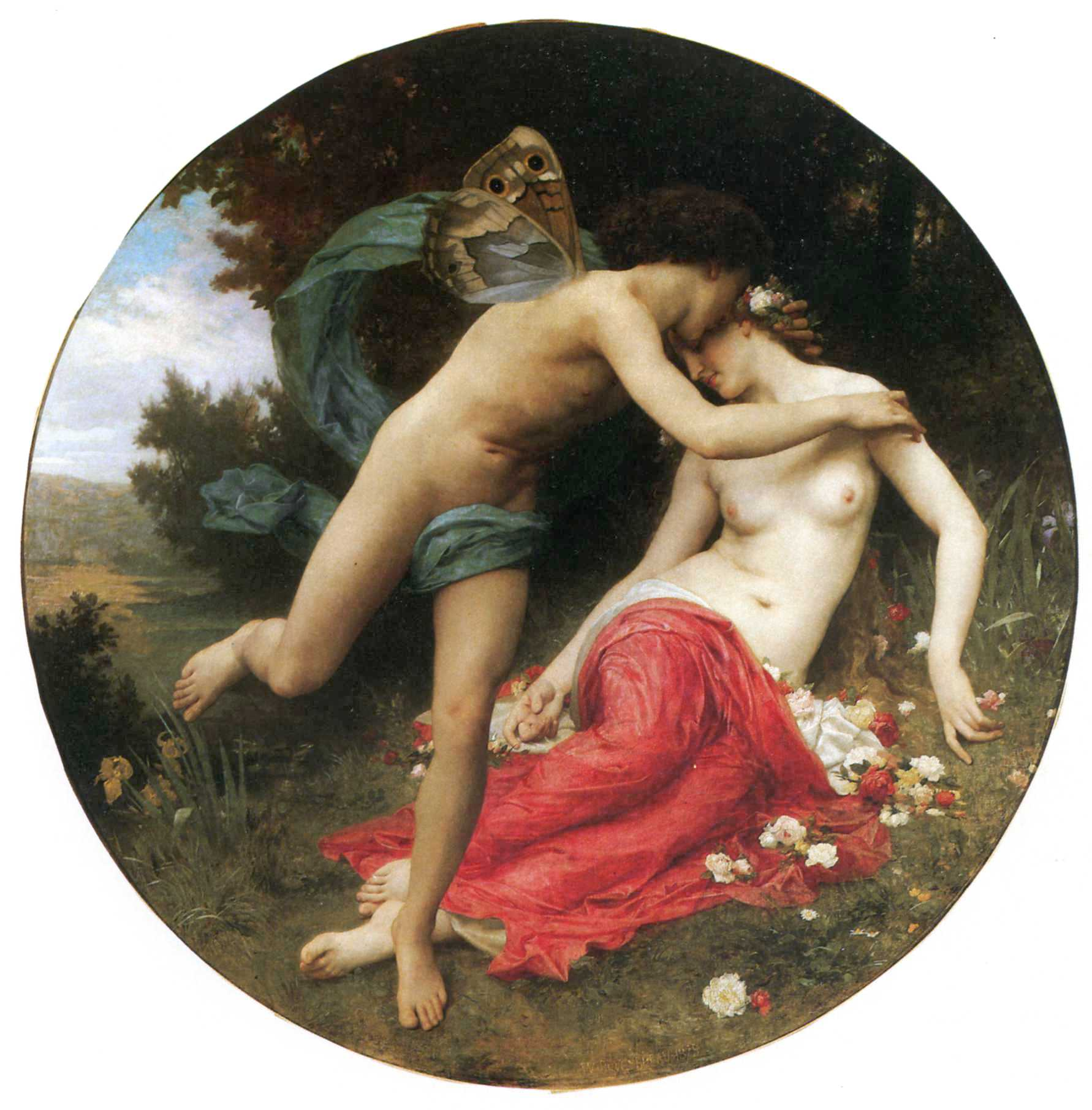
Zéfiro, deus grego do vento oeste, e a deusa Clóris
Por William-Adolphe Bouguereau, 1875

Os ventos (em grego, Άνεμοι — "Anemoi"), na mitologia grega, eram comandados por Éolo, deus dos ventos. A cada um era atribuída uma direção cardinal. Em especial a genealogia dos Quatro Grandes Ventos é controversa, por vezes são colocados como titãs, portanto filhos de Urano, o céu e Gaia, a terra. Entretanto existem outras descrições.
Em Hesíodo, os filhos de Astreu e Eos que são ventos são apenas três: Zéfiro, Bóreas e Noto.

## Quatro grandes ventos
- Bóreas (N), o vento norte, frio e violento; em latim Aquilon.
- Zéfiro (O), o vento oeste, suave e agradável; para os romanos Favonius[2]
- Euro (L), o vento leste,[3] criador de tempestades; para os marinheiros romanos Vulturnus[4]
- Noto (S), o vento sul, quente e formador de nuvens; em latim Auster[5]

Segundo Aulo Gélio, Bóreas (em grego) ou Áquilo (em latim) é o vento que sopra a partir da direção do sol nascente no solstício de verão.

## Ventos menores
- Cécias (NE), o vento nordeste
- Apeliotes (SE), o vento sudeste
- Lips (SO), o vento sudoeste
- Siroco (NO), o vento noroeste